# Station Sugimotocho
 Station Sugimotochō (杉本町駅,  Sugimotochō-eki) is een spoorwegstation in de wijk Sumiyoshi-ku in de Japanse stad Osaka. Het wordt aangedaan door de Hanwa-lijn. Het station heeft vier sporen, gelegen aan twee eilandperrons. Sporen 1 en 3 zijn echter slechts voor doorgaande treinen en derhalve afgeschermd van de andere sporen.

## Treindienst

### JR West
| 1 | ■ Hanwa-lijn | doorgaande treinen                 |
| 2 | ■ Hanwa-lijn | richting Tennōji en Ōsaka          |
| 3 | ■ Hanwa-lijn | doorgaande treinen                 |
| 4 | ■ Hanwa-lijn | richting Ōtori, Hineno en Wakayama |

## Geschiedenis
Het station werd in 1929 geopend. In maart 2012 werd het oostelijke deel van het station verbouwd.

## Overig openbaar vervoer
Bus 65

## Stationsomgeving
- Stedelijke Universiteit van Osaka, Sugimoto-campus
- Sugimoto-begraafplaats
- Lawson 100
- FamilyMart